# نیروی زمینی

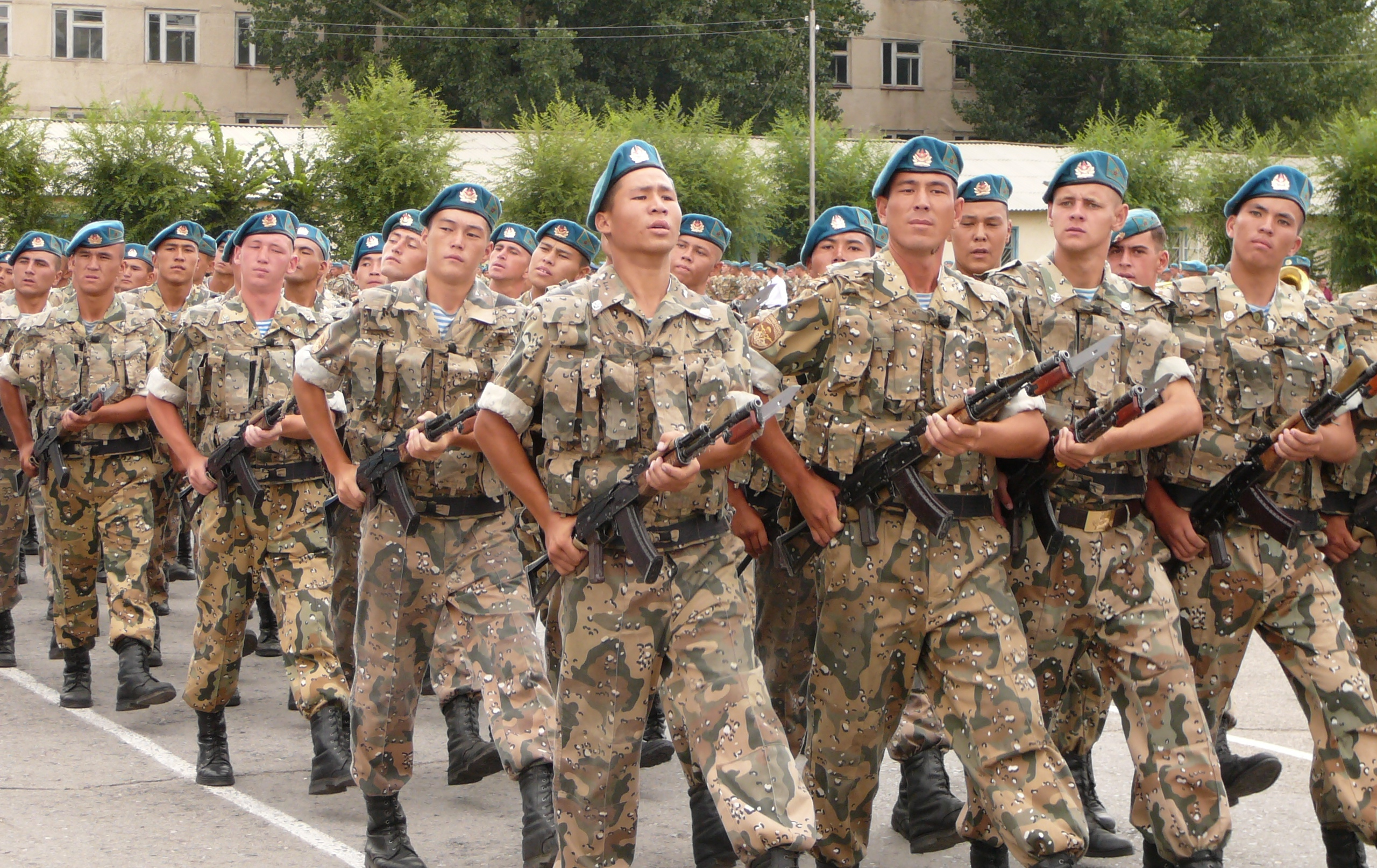
نمایی از تیپ ۳۵ چتربازان نیروی زمینی قزاقستان - ۲۰۰۷

نیروی زمینی یک نیروی آفندی است که اساساً بر روی زمین مبارزه می‌کند، به معنای وسیع‌تر یک شاخه نظامی زمین پایه، شاخه نظامی یا خدمات نظامی یک ملت یا کشور است. همچنین ممکن است با مالکیت مولفه‌های هوایی، دارای مزیت‌های هوایی هم باشد. در درون نیروهای نظامی این کلمه ممکن است به معنای ارتش میدانی هم باشد.
نیروی زمینی دارای یگان‌های تکاور زمینی می‌باشد که آنها دوره‌هایی همچون ضد گریلا، چتر بازی، خلبانی پاراگلایدر و نیز زندگی در شرایط سخت را پشت سر می‌گذارند.

## رده‌بندی
بزرگ‌ترین نیروی زمینی جهان از نظر تعداد سربازان فعال، نیروی زمینی ارتش آزادی‌بخش خلق چین با ۱٬۵۰۰٬۰۰۰ سرباز فعال و ۵۱۰٬۰۰۰ سرباز ذخیره و سپس نیروی زمینی ارتش هند با ۱٬۲۳۷٬۱۱۷ نفر سرباز فعال و ۹۶۰٬۰۰۰ نفر نیروی ذخیره است.
| ردیف | کشور                     | نام نیروی زمینی                                       | نیرو فعال           | نیرو ذخیره |
| ---- | ------------------------ | ----------------------------------------------------- | ------------------- | ---------- |
| ۱    | جمهوری خلق چین           | ارتش آزادی‌بخش خلق                                     | ۲٫۰۰۰٫۰۰۰ نیرو فعال | ۵۱۰٫۰۰۰    |
| ۲    | هند                      | نیروی زمینی هند                                       | ۱٫۵۰۰٫۰۰۰           | ۱٫۱۰۰٫۰۰۰  |
| ۳    | ایالات متحده آمریکا      | ارتش ایالات متحده آمریکا                              | ۱٫۳۰۰٫۰۰۰           | ۸۴۰٫۰۰۰    |
| ۴    | جمهوری خلق کره کره شمالی | ارتش خلق کره                                          | ۱٫۲۰۰٫۰۰۰           | ۶۰۰٫۰۰۰    |
| ۵    | روسیه                    | نیروی زمینی روسیه                                     | ۹۰۰٫۰۰۰             | ۲٫۰۰۰٫۰۰۰  |
| ۶    | پاکستان                  | نیروی زمینی پاکستان                                   | ۶۵۰٫۰۰۰             | ~~         |
| ۷    | ایران                    | نیروی زمینی ارتش جمهوری اسلامی ایران نیروی زمینی سپاه | ۶۳۰٫۰۰۰             | ۳۵۰٫۰۰۰    |
| ۸    | جمهوری کره               | نیروی زمینی جمهوری کره                                | ۵۰۰٫۰۰۰             | ۳٫۰۰۰٫۰۰۰  |
| ۹    | ویتنام                   | ارتش خلق ویتنام                                       | ۴۸۰٫۰۰۰             | ~~         |
| ۱۰   | مصر                      | نیروی زمینی مصر                                       | ۴۳۰٫۰۰۰             | ۴۷۰٫۰۰۰    |